# سرسل (رستم)
روستای سرسیل یک روستای دنج طبیعی با دارا بودن طبیعت بکر در شهرستان رستم استان فارس واقع گردید است
سرسیل یک روستا در ایران است که در شهرستان رستم واقع شده‌است. سرسیل 150نفر جمعیت و حدود 30  خانوار دارد.